# النادي الرياضي بالروحية
النادي الرياضي بالروحية هو فريق كرة قدم تونسي تأسس عام 1969 في مدينة الروحية، ولاية سليانة، يلعب هذا الفريق في الرابطة التونسية الثالثة لكرة القدم مستوى أول في موسم 2023 - 2024.

## وصلات خارجية
- صفحة النادي الرياضي بالروحية على موقع كوووة.
- الموقع الرسمي للجامعة التونسية لكرة القدم.